# Ajman az-Zaváhirí
Ajman az-Zaváhirí uváděn též jako Ajman az-Zawáhirí (19. června 1951 Egypt – 31. července 2022 Kábul) byl lékař a islámský teolog, od roku 2011 až do své smrti v roce 2022 vůdce militantní islamistické organizace Al-Káida. Vůdcem organizace se stal po smrti předchozího vůdce Usámy bin Ládina.

## Mládí
Narodil se v tehdejším Egyptském království v rodině profesora farmakologie. Ve škole vynikal, miloval poezii a nenáviděl násilné sporty, které považoval za „nelidské“. Studoval lékařství na univerzitě v Káhiře, kde promoval v roce 1974. Poté působil tři roky jako chirurg v egyptské armádě, pak založil kliniku u svých rodičů v Maadi. V roce 1978 získal také magisterský titul v oboru chirurgie. Hovořil arabsky, anglicky, a francouzsky. V době studia se zapojil do činnosti Muslimského bratrstva, v 70. letech se přesunul do radikálnějšího hnutí Islámský džihád.

## Militantní aktivita
V roce 1981 byl zatčen a uvězněn v souvislosti s vraždou egyptského prezidenta Anwara Sádáta. Protože však nebylo možné Zavahrího usvědčit z podílu na její účasti, byl propuštěn. V 80. letech odcestoval do Afghánistánu, kde se účastnil bojů proti sovětským okupačním vojskům. Tam se setkal s Usámou bin Ládinem, kterému pomáhal se založením al-Káidy. V roce 1990 se vrátil do Egypta, kde se snažil přenést zkušenosti z Afghánistánu do Islámského džihádu. Roku 1996 byl zatčen v Rusku pro podezření, že byl zapojen do odboje čečenských muslimských separatistů proti Ruské federaci. Ani zde se mu nepodařilo nic prokázat, a tak byl propuštěn. V roce 1997 byl obviněn ze zodpovědnosti za masakr 62 turistů v egyptském městě Luxoru. Za to byl v nepřítomnosti odsouzen k smrti egyptským vojenským soudem roku 1999. V roce 2001 řídil ze svého štábu v Kosovu nebo v Albánii teroristické akce albánské Národní osvobozenecké armády, kterých se účastnili i bojovníci Kosovské osvobozenecké armády, Islámského džihádu a al-Káidy, proti zákonné makedonské vládě.

## Po teroristickém útoku 11. září
Dne 25. září téhož roku byl na něj vydán v souvislosti s teroristickými útoky z 11. září zatykač Interpolu a Ministerstvo zahraničí Spojených států amerických nabídlo za informace vedoucí k jeho dopadení odměnu 25 milionů USD. Jako na člena Al-Káidy byly na něho uvaleny celosvětové sankce ze strany výboru pro sankce Al-Káidy (Al-Qaida Sanctions Committee).. Po americké invazi do Iráku byl Ajmán Zavahrí jedním z organizátorů odporu proti americké okupaci Iráku.
Po americké invazi do Afghánistánu se tvrdilo, že v důsledku bombardování jeskynních komplexů byl zabit i se svoji manželkou a dětmi, což se nepotvrdilo. Dne 13. ledna 2006 zahájila CIA za pomoci pákistánské Inter-Services Intelligence nálet na pákistánskou vesnici Damadola poblíž afghánských hranic, kde se podle jejich názoru Zawahiri nacházel. Nálet měl zabít Zawahiriho, což bylo během následujících dnů odvysíláno v televizním zpravodajství celého světa. Mnoho obětí náletu bylo zabito, aniž byly identifikovány. Anonymní vládní úředníci Spojených států amerických tvrdili, že někteří teroristé byli zabiti. Kmenová vláda regionu Bajaur potvrdila, že mezi mrtvými byli nejméně čtyři teroristé. Po tomto náletu vypukly v celé zemi protiamerické protesty, na což reagovala pákistánská vláda tím, že odsoudila americký útok a ztráty nevinných životů. Dne 30. ledna 2006 bylo vydáno nové video, které ukazuje nezraněného Zaváhiriho. Video pojednávalo o náletu, ale neodhalilo, zda byl v té době ve vesnici přítomen či nikoliv. Na začátku září 2008 pákistánská armáda tvrdila, že ho téměř zajala v regionu Mohmand na severozápadě Pákistánu. Později, ale pákistánské orgány potvrdily, že nebyl nalezen.

## Islámský stát
V červnu 2013 byl Zaváhiri proti sloučení iráckého Islámského státu se syrskou frontou an-Nusrá do Islámského státu v Iráku a Levantě, jak to původně v dubnu vyhlásil Abú Bakr al-Bagdádí. Abu Mohammad al-Julani, vůdce fronty an-Nusrá, potvrdil oddanost skupiny al-Káidě i Zaváhirimu. V září 2015 Zaváhiri vyzval Islámský stát, aby zastavil boj proti frontě an-Nusrá ve snaze spojit se všemi ostatními džihádisty proti domnělému spojenectví mezi Spojenými státy americkými, Ruskem, Evropskou unií, íránskými šíity a alavitským režimem Bašára al-Asada.
Ajman az-Zaváhiri vydal prohlášení podporující džihád v Sin-ťiangu proti Číně, džihád na Kavkaze proti Rusku a jako své bojiště označil Somálsko, Jemen, Sýrii, Irák a Afghánistán. Zaváhiri podpořil „džihád, který má osvobodit každou část území muslimů, která byla uzurpována, od Kašgaru po Andalusii a od Kavkazu po Somálsko a střední Afriku“. V roce 2015 turecká islámská strana Islámské hnutí Východního Turkestánu zveřejnila snímek, který ukazoval vůdce Al-Káidy Ajmana az-Zaváhiriho, Usámu bin Ládina s Hasanem Mahsumem.

## Úmrtí
Ajman az-Zaváhirí byl zabit ve svých 71 letech útočným dronem v rámci operace americké zpravodajské služby CIA. Podle amerického vyjádření se předtím přestěhoval do centra afghánského hlavního města Kábulu, načež byla někdy v roce 2022 vypátrána jeho přesná poloha. K finálnímu útoku pak došlo 31. července téhož roku v 06.18 místního času (03.48 SELČ). Při operaci měly být na Zaváhirího stojícího na balkóně odpáleny dvě řízené střely Hellfire R9X. Nezahynul nikdo další z jeho rodiny ani žádní civilisté.